# Болотово (Глинковский район)
Бо́лотово — деревня в Смоленской области России, в Глинковском районе. Население — 14 жителей (2007 год) Расположена в центральной части области в 6 км к западу от села Глинка, в 16 км севернее автодороги Р96 Новоалександровский(А101)- Спас-Деменск — Ельня — Починок. В 1,5 км севернее деревни железнодорожная станция Клоково на линии Смоленск — Сухиничи. Входит в состав Белохолмского сельского поселения.

## История
В годы Великой Отечественной войны деревня была оккупирована гитлеровскими войсками в июле 1941 года. Освобождена в ходе Ельнинско-Дорогобужской операции в 1943 году..